# Волович, Захар Ильич
Захар Ильич Волович (1900—1937) — ответственный сотрудник ИНО ОГПУ-НКВД СССР, заместитель начальника Оперативного отдела ГУГБ НКВД СССР, старший майор государственной безопасности (1935). Осужден в «особом порядке». Реабилитирован посмертно.

## Биография
Родился в Полтавской губернии в еврейской семье; отец был торговцем. Участник Гражданской войны, руководил боевой дружиной большевистского подполья в Крыму. Состоял в РКП(б) с января 1919 года. В 1919—1922 годах служил в Красной Армии, красноармеец, комиссар батареи, дивизии. В 1922—1923 годах помощник инспектора артиллерии. В 1923—1924 годах учился в Харьковском технологическом институте (образование незаконченное высшее).
С января 1924 года сотрудник Иностранного отдела (ИНО) ОГПУ, особоуполномоченный Закордонной части ИНО ОГПУ. В 1924—1925 годах работал в Турции исполняющим обязанности резидента. В 1926—1928 годах уполномоченный Закордонной части ИНО ОГПУ СССР. С 15 февраля 1928 года являлся резидентом советской внешней разведки, находился в командировке по документам на имя Владимира Борисовича Яновича и под прикрытием должности сотрудника генерального консульства СССР. Затем сотрудник центрального аппарата ОГПУ-НКВД СССР в Москве. Возможно, имел отношение к похищению А. П. Кутепова в Париже. С 1930 года до 29 января 1932 года начальник 1-го отделения ИНО, с 1932 года помощник, с 1935 года заместитель начальника Оперативного отдела (позднее 1-го отдела) ГУГБ НКВД СССР.
Его подпись стоит на ордере на производство ареста-обыска Осипа Эмильевича Мандельштама от 16.05.1934 г.
Арестован 22 марта 1937 года по делу Г. Г. Ягоды вместе с женой. Лишён наград 15 июня 1937 года. В ходе фабрикации т. н. «дела о военно-фашистском заговоре в РККА» в мае 1937 г. под давлением следствия дал «показания» об участии в «заговоре» ряда ответственных чинов НКО СССР. Внесен в Сталинский расстрельный список  от НКВД от 16 июня 1937 года («за» 1-ю категорию Сталин, Молотов, Жданов, Ежов), и расстрельный список от 14 августа 1937 года («за» Сталин, Молотов). Осуждён в «особом порядке» к высшей мере наказания за «шпионаж и участие в контрреволюционном заговоре в органах НКВД». Расстрелян 14 августа 1937 года после утверждения списка И. В. Сталиным и В. М. Молотовым. Вместе с ним в «особом порядке» были расстреляны Г. Е. Прокофьев, прямой начальник Воловича К. В. Паукер, А. М. Шанин, С. Г. Фирин, В. В. Григорьев, Г. В. Голов, И. Ю. Лоренс, И. В. Запорожец и др. руководящие и оперативные сотрудники НКВД СССР (всего 25 осужденных). Место захоронения — могила невостребованных прахов № 1 крематория Донского кладбища. Реабилитирован посмертно  заключением ГВП РФ от 18 марта 2002 года.
Жена :
Литвинова Фаня Марковна. Родилась 14.12.1904 г. в г. Минск; еврейка; образование незаконченное высшее; б/п; на момент ареста домашняя хозяйка. Проживала: г. Москва, ул. Малая Лубянка, д.5, кв.52. Арестована 22 марта 1937 г. Внесена в расстрельный сталинский список от 14 августа 1937 года («за» 1-ю категорию Сталин и Молотов). Осуждена в «особом порядке». Расстреляна 14 августа 1937 г. Место захоронения — могила невостребованных прахов № 1 крематория Донского кладбища. Реабилитирована посмертно 19 августа 1992 г. Прокуратурой РФ.

### Звания
- старший майор государственной безопасности ( 29.11.1935).

### Награды
- орден Красной Звезды (14 мая 1936) — «за организацию и проведение образцового порядка в день первомайского парада и демонстрации»[5]